# Tecoa
Tecoa, ou Tuquʿ(Árabe تقوع, Hebraico תקוע) é uma cidade palestiniana do Governo de Belém, localizada à 12 km ao sudeste de Belém na Cisjordânia. Tem 8881 habitantes.
Tecoa é mencionada no Antigo Testamento (em II Samuel 14:2, I Crônicas 2:24, II Crônicas 11:6, II Crônicas 20:20, Jeremias 6:1 e Amós 1:1).